# Aechmea
Aechmea Ruiz & Pav. è un genere di piante appartenente alla famiglia delle Bromeliaceae originario dell'America tropicale.

## Etimologia
Il nome del genere deriva dal greco akmé ("punta"), alludendo alle rigide punte di cui è munito il calice.

## Descrizione
Sono principalmente piante epifite le cui foglie sono rigide e inguainate a spirale fino a formare una specie di rosetta con un vuoto al centro da dove spunterà il fiore a stelo che si presenta con una copiosa infiorescenza all'apice composta da brattee e piccoli fiori delle tonalità del rosso. 

## Distribuzione e habitat
Il genere è diffuso dal Messico, attraverso l'America centrale e i Caraibi, sino alla parte settentrionale del Sud America.

## Tassonomia
Il genere comprende circa 250 specie.

### Alcune specie
- Aechmea fasciata (Lindl.) Baker – ha foglie che possono essere larghe anche 10 cm e lunghe circa 40 cm molto rigide e spinose di colore grigio-verde con striature argentate. L'infiorescenza, che può raggiungere anche i 40 cm, ha piccoli fiori azzurri di breve durata, mentre le brattee di color rosa impiegano parecchi mesi per appassire.
- Aechmea fulgens Brongn. – raggiunge un'altezza di circa 50 cm le foglie sono verde scuro e i fiori sono di colore viola con brattee rossastre.
- Aechmea magdalenae (André) André ex Baker
- Aechmea manzanaresiana H. E. Luther
- Aechmea mariae-reginae H. Wendl. – ha fiori celesti che diventano rosa quando stanno per sfiorire; le brattee sono rosa.

## Coltivazione
Le specie del genere Aechmea sono prevalentemente piante da serra anche se vivono bene in appartamento dove però è molto difficile che riescano a produrre fiori. Richiedono un terriccio fibroso composto di torba e terra di foglie in uguali parti, le annaffiature andranno eseguite possibilmente con acqua piovana deposta al centro della pianta, in appartamento però questa pratica va eseguita con molta parsimonia dato che la temperatura non è sufficientemente alta perché la pianta riesca ad assorbirla ed evaporarla ed è molto facile che marcisca per lo stesso motivo le annaffiature in inverno dovranno essere molto moderate e la temperatura non dovrà scendere sotto i 20 °C. L'acqua all'interno del pozzetto va cambiata almeno una volta al mese per eliminare eventuali sali, residui vegetali o altro che potrebbero putrefarsi e danneggiare quindi la pianta.
Dopo la fioritura, il ceppo che ha portato il fiore muore, ma prima di ciò si formano dei polloni laterali che continuano a vegetare. Invasati singolarmente formeranno nuove piante.

## Avversità
Attacchi di ragnetto rosso (piccoli acari fitofagi) possono causare macchie scure sulle foglie più giovani.